# Paseka
Paseka (deutsch Passek) ist eine Gemeinde in Tschechien. Sie liegt sieben Kilometer nordöstlich von Uničov und gehört zum Okres Olomouc.

## Geographie
Paseka befindet sich am westlichen Abfall des Niederen Gesenkes über der Obermährischen Senke (Hornomoravský úval). Das Waldhufendorf erstreckt sich im Tal des Flüsschens Teplička (Trankbach). Östlich erheben sich der Zvon (592 m) und die Vysoká Roudná (660 m), im Nordosten der Karlovský vrch (621 m).
Nachbarorte sind Horní Dlouhá Loučka und Sanatorium im Norden, Karlov, Pasecký Žleb im Nordosten, Mutkov und Dalov im Osten, Horní Žleb, Chabičov und Řídeč im Südosten, Komárov und Mladějovice im Süden, Rybníček, Újezd, Haukovice und Brníčko im Südwesten, Dolní Sukolom, Nová Dědina und Horní Sukolom im Westen sowie Dolní Dlouhá Loučka im Nordwesten.

## Geschichte
Die Besiedlung des westlichen Vorlandes des Niederen Gesenkes erfolgte ab der Mitte des 13. Jahrhunderts durch zwei Grundherren. Während die Herren von Blauda das Tal der Oskava besiedelten, erfolgte die Kolonisation von deren linken Seitentälern ausgehend vom Lehngut Huzová durch den Olmützer Bischof Bruno von Schauenburg. Dabei entstand auf einem Schlag entlang der Teplička ein langgestrecktes Waldhufendorf, das 1326 erstmals im Lehnsverzeichnis des Olmützer Bischofs Konrad zusammen mit einem anderen gleichnamigen Dorf (Těchanov) als Thechanow erwähnt wurde und aus 24 Huben Ackerland, zwei Schänken und einer Mühle bestand. Als Gründer wird der zwischen 1267 und 1313 nachweisbare Olmützer Pfarrer und Kanoniker Techontius angesehen. Im Jahre 1351 wurde das Dorf als Novum Thecans bzw. Novum Cechans, 1355 als Tzscheczans, ab 1368 als Novum Techans, Novum Techanez seu Passeca  bzw. Passeka und 1381 als Passieka bezeichnet. Im Jahre 1370 veräußerte das Olmützer Kapitel das Lehn Passeca an Dietoch de Schenwald (Dětoch ze Šumvaldu) und dessen Sohn Dětošek. Diese verkauften das Gut noch im selben Jahre an Pavlík von Sovinec, der es seiner Herrschaft Eulenburg zuschlug. Im Jahre 1373 überschrieb Pavlík Passeca seiner Frau Katharina von Kunstadt. Der tschechische Name Paseka ist seit 1413 nachweislich. Vor 1490 erwarb der Olmützer Kämmerer Jan Heralt von Kunstadt die Herrschaft, ab 1492 folgten die Pňovský von Sovinec. 1545 verkaufte Ješek Pňovský von Sovinec die Eulenburg mit allem Zubehör an den Protestanten Christoph von Boskowitz. Ihm folgte ab 1576 der Bergbauunternehmer Lorenz Eder von Sstiawnicz. Dessen Tochter Anna brachte den 1590 ererbten Besitz in ihre Ehe mit Jan d. Ä. Kobylka von Kobylí ein, der wegen seiner Beteiligung am Ständeaufstand nach der Schlacht am Weißen Berg seine Güter an Karl von Liechtenstein verkaufen musste. Dieser verkaufte die Herrschaft 1623 für 200.000 Gulden an den Deutschen Orden. Im Eulenburger Urbar von 1609 sind für Passek 77 Anwesen ausgewiesen; diese umfassten 12 Dreiviertelhüfner, 30 Halbhüfner, 17 Viertelhüfner und acht Häusler. 56 der Wirtschaftsbesitzer trugen zu dieser Zeit tschechische Namen, so dass angenommen werden kann, dass der Ort bis zum Dreißigjährigen Krieg tschechischsprachig war. Während des Dreißigjährigen Krieges wurde das Dorf 1624 von einem polnischen Söldnerheer geplündert und verwüstet. 1643 wurde Passeg von den Schweden eingenommen, die Mährisch Neustadt und die Eulenburg auch nach dem Westfälischen Frieden noch bis zum 8. Juli 1650 besetzt hielten. Infolgedessen lagen zahlreiche Gehöfte wüst. Nach Kriegsende ließ der Orden das Dorf mit deutschen Siedlern wiederbesiedeln. Zwischen 1658 und 1677 entstand im Gemeindehaus von Passek eine deutsche Schule. Weitere Namensformen waren Pasick (1560), Passek (ab 1609), Passeg (ab 1629) und Pasnoth (1771). Die Matriken werden seit 1674 im Ort geführt. Zum Ende des 17. Jahrhunderts bestand der Ort aus 69 Anwesen, von denen 19 neu besiedelt waren. Von den aus dem Jahre 1680 überlieferten Familiennamen waren 76 deutsch und 20 tschechisch; zu letzteren gehörte der im Ort weitverbreitete Name Miksch. In der Mitte des 18. Jahrhunderts gab es in Passek 46 Bauern und 18 Viertelhüfner, die überwiegend deutsche Namen trugen. Im Jahre 1793 bestand Passek aus 126 Häusern und hatte 806 Einwohner. 1839 lebten in den 135 Häusern des Dorfes 1004 Personen. Bis zur Mitte des 19. Jahrhunderts blieb Passek immer nach Eulenberg untertänig.
Nach der Aufhebung der Patrimonialherrschaften bildete Passek/Paseka ab 1850 eine Gemeinde in der Bezirkshauptmannschaft Littau und dem Gerichtsbezirk Mährisch Neustadt. 1855 wurde die Gemeinde dem Bezirk Mährisch Neustadt und ab 1868 wieder dem Bezirk Littau zugeordnet. 1873 wurde ein eigenes Schulhaus eingeweiht und der zweiklassige Unterricht aufgenommen. Seit 1909 gehörte die Gemeinde zum Bezirk Sternberg. Im Jahre 1900 lebten in den 142 Häusern von Passek 998 durchweg katholische Einwohner, davon waren 989 Deutsche und neun Tschechen. Wegen der besonderen klimatischen Bedingungen entstand zwischen 1914 und 1917 nördlich des Dorfes das Landessanatorium Passek. Nach der Gründung der Tschechoslowakei entstand im Ort eine tschechische Minderheitenschule. Im Jahre 1930 lebten in Passek 1414 Personen.
Nach dem Münchner Abkommen wurde die Gemeinde am 10. Oktober 1938 an das Deutsche Reich angegliedert und gehörte bis 1945 zum Landkreis Sternberg. 1939 hatte Passek 1054 Einwohner. Am 6. Mai 1945 nahm die 4. Ukrainische Front der Roten Armee den Ort ein. Nach Kriegsende kam die Gemeinde wieder zur Tschechoslowakei zurück und wurde 1945 dem Gerichtsbezirk Šternberk zugeordnet. Im Ort wurden Walachen, Hannaken, Kroaten und Wolhynientschechen angesiedelt. Die deutsche Bevölkerung wurde zwischen 1946 und 1947 vertrieben.
Im Jahre 1959 erfolgte die Umgemeindung des bis dahin zu Mutkov gehörigen Ortsteils Pasecký Žleb. Im Zuge der Gebietsreform von 1960 wurde Paseka nach der Auflösung des Okres Šternberk dem Okres Olomouc zugeordnet, zugleich erfolgte die Eingemeindung von Mutkov. Im Jahre wurde Karlov eingemeindet. Nach der Samtenen Revolution löste sich Mutkov 1993 wieder los und bildete seither eine eigene Gemeinde.

## Gemeindegliederung
Die Gemeinde Paseka besteht aus den Ortsteilen Karlov (Karle), Pasecký Žleb (Passekgrund) und Paseka (Passek) sowie der Ansiedlung Sanatorium. Grundsiedlungseinheiten sind Karlov, Paseka und Paseka-u sanatoria.
Das Gemeindegebiet gliedert sich in die Katastralbezirke Karlov u Paseky und Paseka u Šternberka.

## Sehenswürdigkeiten
- Kirche der hl. Kunigunde, der ursprünglich romanische Bau ist seit 1351 als Pfarrkirche nachweisbar. In der Kirche befinden sich die Grablege der Familie Kobylka von Kobylí, in der auch die 1607 verstorbene Anna Eder von Sstiawnicz ruht. Das Altarbild der hl. Kunigunde schuf 1770 der Wiener Maler Ignaz Ablasser. Der barocke Umbau der Kirche erfolgte 1784 auf Veranlassung des Hochmeisters Maximilian Franz von Österreich.
- Statue des hl. Johannes von Nepomuk, vor der Kirche